# Monoon longifolium
Huyền diệp hay hoàng nam (Monoon longifolium) là loài thực vật có hoa thuộc họ Na. Loài này được Pierre Sonnerat miêu tả khoa học đầu tiên năm 1782 dưới danh pháp Uvaria longifolia. Năm 1864, George Henry Kendrick Thwaites chuyển nó sang chi Polyalthia. Năm 2012, Bine Xue et al. chuyển nó sang chi Monoon.

## Phân bố
Loài này là bản địa Ấn Độ và Sri Lanka. Nó được du nhập vào làm vườn tại nhiều quốc gia nhiệt đới trên khắp thế giới. Chẳng hạn, nó được trồng rộng khắp tại nhiều nơi ở Jakarta (Indonesia) và quốc đảo Caribe là Trinidad và Tobago. Tại VIệt Nam, nó được du nhập gần đây và những người làm vườn gọi nó là huyền diệp hay hoàng nam.

## Hình ảnh

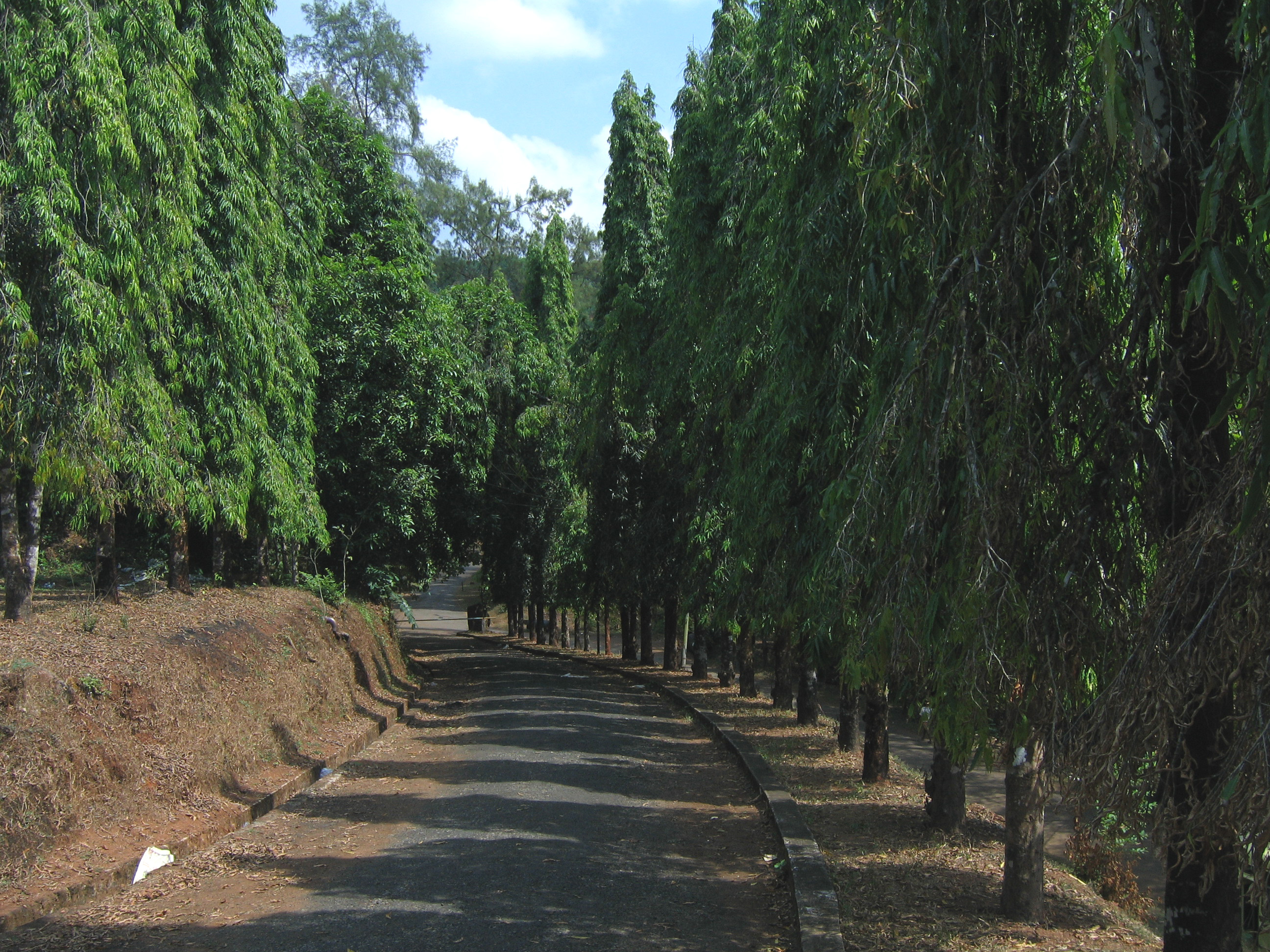
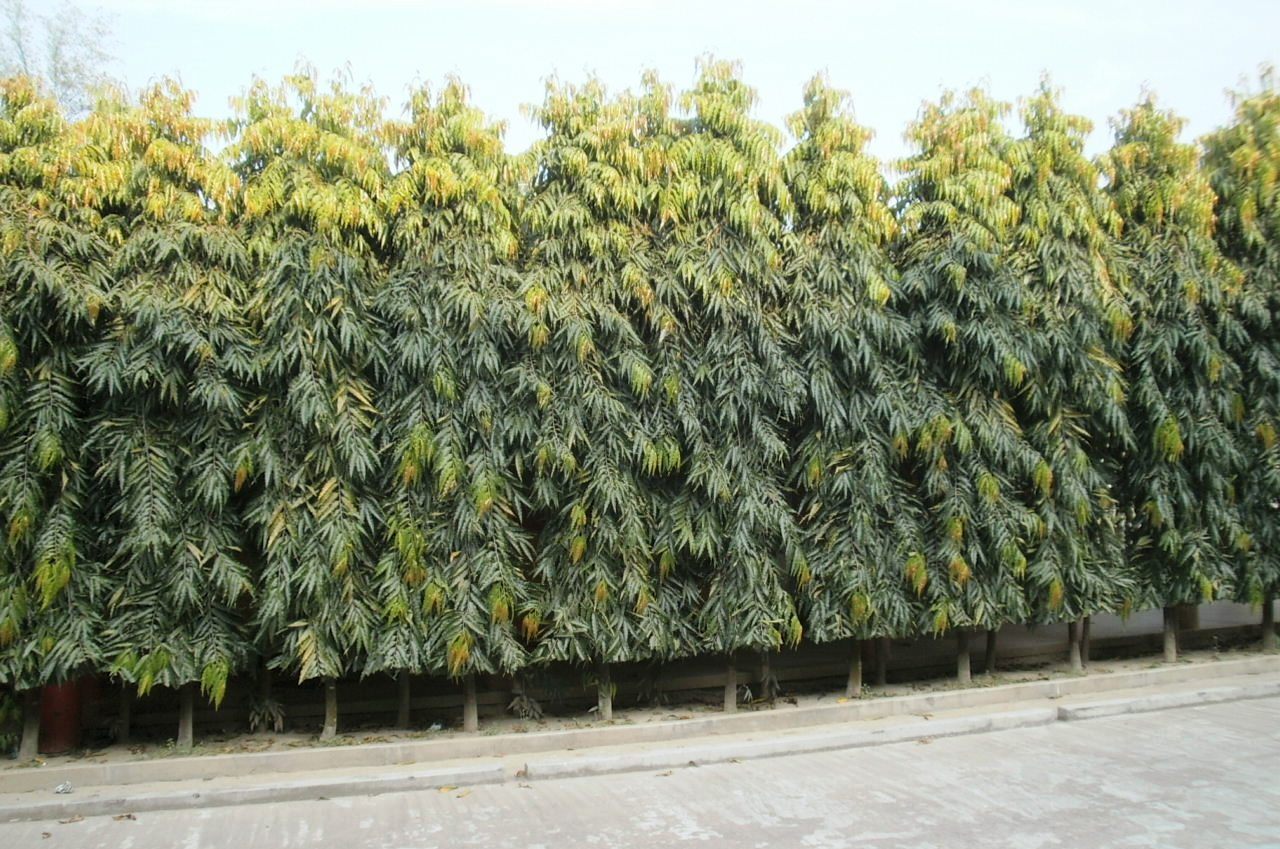
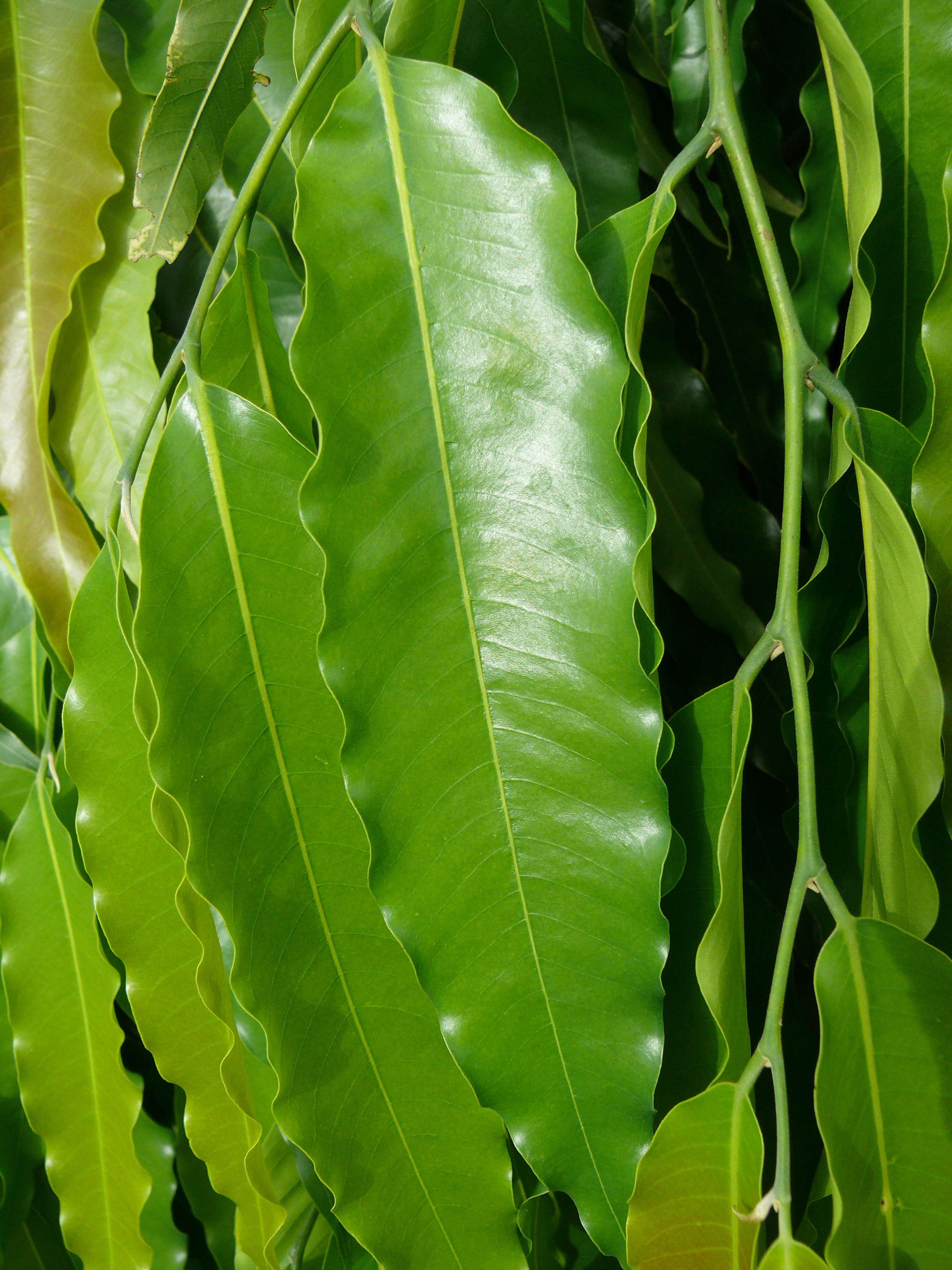
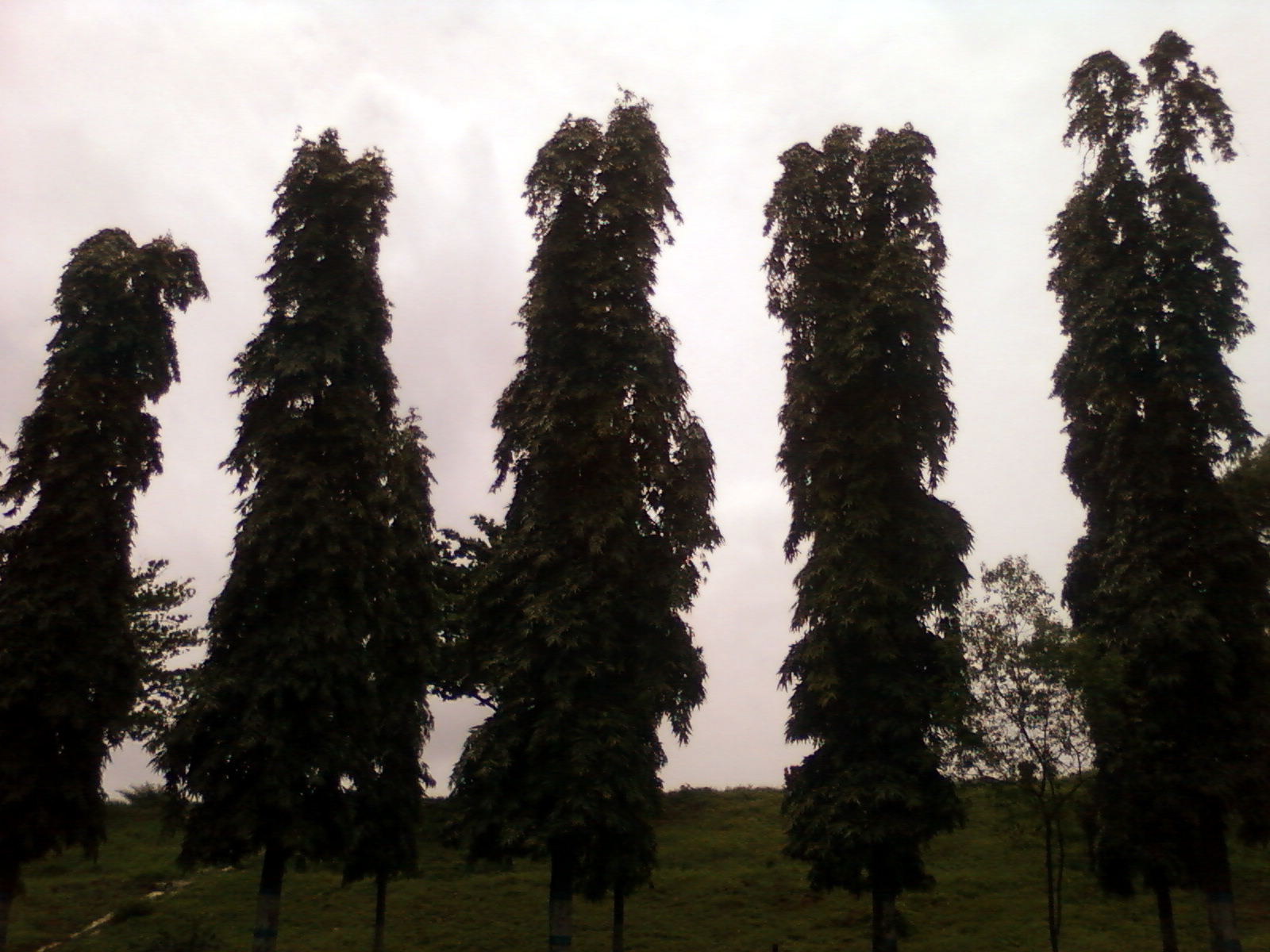